# 島田なぎさ
島田 なぎさ（しまだ なぎさ、1987年4月26日 - ）は、埼玉県上尾市出身のボートレーサー。A型。登録第4726号。111期。

## 来歴
- 幼少時はバトントワリング競技に打ち込む[1]。
- 上尾市立上平中学校卒業
- 埼玉栄高校卒業。（陸上競技部 走り幅跳び　関東大会出場）
- 2009年TOYOTA SLカートミーティング全国大会 レディース7位[2]
- 日本体育大学卒業。（保健体育教諭免許取得）
- 2011年10月、第111期選手養成員として、やまと学校にスポーツ推薦で入学。1年間の訓練を受ける。
- 2012年9月14日、選手登録。
- 2012年11月16日からボートレース戸田で開催された 一般戦「一般競走」初日第2Rでデビュー[3]。（6着）
- 2013年11月8日からボートレース平和島で開催された 一般戦「第13回日刊ゲンダイ杯ダッシュ島グランプリ」2日目第1Rで初勝利[4]。続く第6Rでも勝利[5]し連勝。
- 2016年2月29日からボートレース下関で開催された 一般戦「ヴィーナスシリーズ第12戦 日本スポーツエージェントカップ」で初優出[6]。（5着）
- 2017年8月25日からボートレース平和島で開催された G3「平和島レディースカップ」でデビュー初優勝[7]。
- 2018年7月31日からボートレース桐生で開催された G1「第32回レディースチャンピオン」でG1初出場[8]。

## 戦績
- 出走回数：1334回
- 1着回数：160回
- 優出回数：7回
- 優勝回数：1回
- フライング(F)回数：9回
- 出遅れ(L)回数：0回
- 通算勝率：
- 2連対率：
- 3連対率：
- 生涯獲得賞金：78,652,072円